# Pierre Sabatier (auteur)
Pour les articles homonymes, voir Pierre Sabatier.
Pierre Sabatier ou Pierre Sabatier d'Espeyran[source insuffisante] (né le 1er décembre 1892 à Paris 8e et mort le 29 août 1989  à Lausanne), docteur en droit et ès lettres, est un romancier et dramaturge français, également traducteur et compositeur de musique.

## Compositions
- L'oiseau du passage, opérette
- O cor amoris victima, motet
- Sérénade pour violon et piano (1915)
- Pastorale pour hautbois et piano (1916)
- Les remords, pour chant et piano
- Le serpent qui danse, pour chant et piano
- Frissons du soir, pour chant et piano
- L‘étoile du soir, pour chant et piano
- Nuit d‘automne, pour chant et piano

## Ouvrages
- Université de Paris (1896-1968). Faculté des lettres (Mémoire ou thèse), L'esthétique des Goncourt, Paris, Hachette, 1920, 632 p., 26 cm (OCLC 489830797, SUDOC 005420598, présentation en ligne, lire en ligne), prix Marcelin Guérin de l'Académie française en 1921
- Université de Paris (1896-1968). Faculté des lettres (Thèses et écrits académiques), Esquisse de la morale de Stendhal d'après sa vie et ses œuvres, Paris / Aran (Suisse), Hachette / Édit. du Grand Chêne, 1920 (réimpr. 1973), 2e éd., 117 p., 25 cm (OCLC 458839967, SUDOC 046584242, présentation en ligne, lire en ligne)
- Université de Paris (1896-1968). Faculté de droit et des sciences économiques (Thèse de doctorat), La déchéance de la puissance paternelle et la privation du droit de garde, Paris, Ed. de la vie universitaire / Éditions Montchrestien, 1922 (réimpr. 1982), 135 p., 25 cm (OCLC 490181882, BNF 36605019, SUDOC 009317902, présentation en ligne)
- La Comédie du mariage  (roman), Paris, A. Michel, 1924, br, 288, In-12 (SUDOC 132050358)
- Le Chemin de Cythère  (roman), Paris, A. Michel, 1926, br, 272, In-12 (SUDOC 132061953)
- Judith  (roman), Paris, A. Michel, 1928, rel, 249, In-12 (présentation en ligne)
- Victor de La Fortelle[3] (Pièce dramatique en 3 actes), Le Démon de la chair, Paris, Éditions Baudinière, 1928, 189 p., In-16 (BNF 32338038, présentation en ligne), représentée pour la première fois, le 29 novembre 1927, au Théâtre des Arts sous la direction de Rodolphe Darzens.
- Sainte Roseline moniale chartreuse (1263-1329), Paris, Éditions SPES / Laffitte, 1929 (réimpr. 1994), 2e éd., br, 189, In-12 (présentation en ligne). Il y est indiqué que l’auteur est parent par alliance des Villeneuve[4].
- La puissance du baiser  (roman cosmopolite), Paris, Éditions Baudinière, 1930, br, 254, In-12 (SUDOC 134391551, présentation en ligne)
- Vices  (roman de mœurs), Paris, Éditions Baudinière / La Pensée universelle, 1932 (réimpr. 1973), 2e éd., br, 253, In-12 (présentation en ligne)
- Vertus / Une demoiselle de Camargue  (roman), Paris, Éditions des Portiques / La Pensée universelle, 1933 (réimpr. 1977), 2e éd., br, 219, In-8
- La Révoltée  (roman), Paris, A. Michel, 1947, 330 p., In-12 (SUDOC 132102927), adapté au cinéma en 1948 sous le même titre par Marcel L'Herbier.
- Germinie Lacerteux des Goncourt, Paris, Société française d'éditions littéraires et techniques (SFELT), coll. « Les Grands événements littéraires », 1948, br, 185, 19 cm (OCLC 371031532, SUDOC 005360005, présentation en ligne)
- Claude Santelli (1923-2001) et Jacques Fabbri (1925-1997) Metteur en scène (suivi de « Charmante enfant » (comédie en un acte) et « Ne faisons pas un rêve » (comédie en un acte) avec Yvan Noé (1895-1963)), Lope de Vega : Comédie héroïque en 3 journées et 2 parties, Paris, L'Avant-scène, 1958, no 176, ill. en coul., 52, 27 cm (OCLC 491180228, SUDOC 056104936, présentation en ligne). Lope de Vega a été créée au Théâtre de la Renaissance à Paris, le 19 mars 1958.
- Quatre comédies, Genève, Editions Perret-Gentil, 1963 (Le Souper de Venise, Charmante enfant, Réveillon, Surprise-partie, 1 acte chacune)
- Pieds nus dans le parc (Barefoot in the Park), comédie en deux actes et 4 tableaux (avec Neil Simon et Johanne Klein ; version française d'André Roussin ; mise en scène de Pierre Mondy), Paris, L'Avant-scène, 1965
- J'ai régné cette nuit, comédie en trois actes (avec Georges Hoffmann), Genève, Éditions Perret-Gentil, 1967
- Jeux d'enfants (avec Robert Marasco ; adapt. Pol Quentin), Paris, L'Avant-scène, 1971. Représenté à Paris, au Théâtre Hébertot, le 29 septembre 1971
- Esquisse de la morale de Stendhal d'après sa vie et ses œuvres..., préface de G-A Chevallaz, Aran (Suisse), éditions du Grand chêne, 1973 (lire en ligne)
- Psychiatrie, pièce en un acte, Paris, L'Avant-scène, 1973
- Faits divers, Paris, 1976
- Nouvelles de Montmartre et d'ailleurs, illustrations d'André Dunoyer de Segonzac, Lausanne, Bibliothèque des arts, 1977
- Franzi. Un amour des années 20, illustrations de Félix Vallotton, Lausanne, Bibliothèque des arts, 1979
- Impressions d'Italie, préface de Michel Déon, illustrations d'Yves Brayer, Lausanne, Bibliothèque des arts,1984
- Business, pièce représentée pour la première fois sur la scène de la Renaissance le 22 mars 1930, Paris, [1930]
- Tu crois avoir aimé, pièce en trois actes, représentée le 25 mai 1938 au Théâtre Antoine (avec Charles Oulmont), Paris, [1938] (lire en ligne)